# Luciobarbus steindachneri
Luciobarbus steindachneri es una especie de peces de la familia Cyprinidae.
Es un pez dulceacuícola endémico de la península ibérica: Portugal y ríos Guadiana y Tajo.